# گلیسیدول
گلیسیدول (به انگلیسی: Glycidol) یک ترکیب شیمیایی با شناسه پاب‌کم ۱۱۱۶۴ است. شکل ظاهری این ترکیب، مایع چسبناک است.